# Magnolia villosa
Magnolia villosa este o specie de plante din genul Magnolia, familia Magnoliaceae. A fost descrisă pentru prima dată de Friedrich Anton Wilhelm Miquel, și a primit numele actual de la Hsüan Keng. Conform Catalogue of Life specia Magnolia villosa nu are subspecii cunoscute.